# Zlatko Dedič
Zlatko Dedič (Bihac, Bòsnia i Hercegovina, 5 d'octubre de 1984) és un exfutbolista eslovè, que jugava com a davanter.

## Trajectòria
Passà la seva infància en el poble de Podgorje, prop de Koper, al litoral eslovè. Va començar la seva carrera a Koper. Ex-jugador del Parma Football Club, va ser cedit a clubs de la Serie B: la temporada 2004-05 a l'Empoli i al Cremona en el 2n semestre de la temporada 2005-06. Va fer el seu debut a Sèrie A el 21 de setembre de 2005 contra l'AS Roma. Va marxar al Frosinone de la Sèrie B el gener de 2007. El gener de 2008, va ser cedit al Piacenza Calcio de la Serie B. Després de vuit anys a Itàlia, Dedič va deixar Frosinone el 3 de juny de 2009 al signar amb el club alemany Bochum. El seu contracte finalitza el 30 de juny de 2012.
Dedič va fer el seu debut amb la selecció d'Eslovènia el 28 de març de 2008 en un partit de classificació per la Copa del Món de 2010 contra la República Txeca. Va marcar el seu primer gol contra Polònia, el 6 de setembre de 2008, en un partit de classificació per a la Copa del Món de 2010. Més tard va ser vital en la qualificació del seu equip nacional en marcar el gol del triomf en el partit de tornada de playoffs contra Rússia, que va acabar amb 1-0.